# Metaprosphera
Metaprosphera är ett släkte av fjärilar. Metaprosphera ingår i familjen nattflyn.
Kladogram enligt Catalogue of Life:
| Metaprosphera | \| \| Metaprosphera modesta \| \| \| \| \| \| Metaprosphera sublimpida \| \| \| \| |
|               | \| \| Metaprosphera modesta \| \| \| \| \| \| Metaprosphera sublimpida \| \| \| \| |
|               | Metaprosphera modesta                                                              |
|               |                                                                                    |
|               | Metaprosphera sublimpida                                                           |
|               |                                                                                    |